# Itera-Katusha/Saison 2013
Dieser Artikel listet Erfolge und Fahrer des Radsportteams Itera-Katusha in der Saison 2013 auf.

## Erfolge in der UCI Europe Tour
| Datum     | Rennen                                        | Kat. | Sieger           |
| --------- | --------------------------------------------- | ---- | ---------------- |
| 4. April  | 2. Etappe Grand Prix of Sochi                 | 2.2  | Maxim Rasumow    |
| 5. April  | 3. Etappe Grand Prix of Sochi                 | 2.2  | Maxim Rasumow    |
| 7. April  | 5. Etappe Grand Prix of Sochi                 | 2.2  | Maxim Rasumow    |
| 7. Mai    | 2. Etappe Five Rings of Moscow                | 2.2  | Maxim Pokidow    |
| 5.–9. Mai | Gesamtwertung Five Rings of Moscow            | 2.2  | Maxim Rasumow    |
| 5. Juni   | 2. Etappe Slowakei-Rundfahrt                  | 2.2  | Sergei Nikolajew |
| 22. Juni  | Russische Meisterschaft – Straßenrennen (U23) | CN   | Roman Katirin    |
| 23. Juli  | 1. Etappe Tour Alsace                         | 2.2  | Maxim Pokidow    |

## Zugänge – Abgänge
| Zugänge                      | Team 2011                       | Abgänge               | Team 2012   |
| ---------------------------- | ------------------------------- | --------------------- | ----------- |
| Matwei Subow                 | RusVelo                         | Wjatscheslaw Kusnezow | Katusha     |
| Wiktor Schmalko              | Itera-Katusha (2011)            | Sergei Tschernezki    | Katusha     |
| Konstantin Kuperassow        | Katusha Continental Team (2010) | Anton Worobjow        | Katusha     |
| Alexander Rotjakow           | Kuban (2010)                    | Igor Bojew            | RusVelo     |
| Alexander Bereskin           | Neoprofi                        | Pawel Kotschetkow     | RusVelo     |
| Konstantin Jakimow           | Neoprofi                        | Sergei Pomoschnikow   | RusVelo     |
| Kirill Jegorow               | Neoprofi                        | Alexander Rybakow     | RusVelo     |
| Roman Katirin                | Neoprofi                        | Ilnur Sakarin         | RusVelo     |
| Artur Kowsch                 | Neoprofi                        | Andrei Solomennikow   | RusVelo     |
| Sergei Nikolajew             | Neoprofi                        | Alexander Foliforow   | Helicopters |
| Alexei Rjabkin               | Neoprofi                        | Kirill Baranow        | Unbekannt   |
| Denis Schujkow               | Neoprofi                        | Dmitri Kossjakow      | Unbekannt   |
| Jewgeni Swerkow              | Neoprofi                        | Dmitri Mokrow         | Unbekannt   |
| Michail Antonow (ab 1. Juni) | Lokosphinx                      | Alexander Prischpetni | Unbekannt   |
|                              |                                 | Sergei Rudaskow       | Unbekannt   |

## Mannschaft
| Name                  | Geburtstag         | Nationalität |              |
| --------------------- | ------------------ | ------------ | ------------ |
| Michail Antonow       | 4. Januar 1986     | Russland     |              |
| Alexander Bereskin    | 17. Juli 1993      | Russland     |              |
| Igor Frolow           | 23. Januar 1990    | Russland     |              |
| Konstantin Jakimow    | 13. Januar 1991    | Russland     |              |
| Kirill Jegorow        | 3. August 1993     | Russland     |              |
| Roman Katirin         | 24. Mai 1991       | Russland     |              |
| Artur Kowsch          | 15. April 1992     | Russland     |              |
| Konstantin Kuperassow | 20. Juni 1991      | Russland     |              |
| Sergei Nikolajew      | 5. Februar 1988    | Russland     |              |
| Maxim Pokidow         | 11. Juli 1989      | Russland     |              |
| Maxim Rasumow         | 12. Januar 1990    | Russland     |              |
| Alexei Rjabkin        | 23. November 1993  | Russland     |              |
| Alexander Rotjakow    | 3. Januar 1991     | Russland     |              |
| Wiktor Schmalko       | 9. Juli 1990       | Russland     |              |
| Denis Schujkow        | 12. Oktober 1993   | Russland     |              |
| Matwei Subow          | 22. Januar 1991    | Russland     |              |
| Jewgeni Swerkow       | 2. Februar 1993    | Russland     |              |
| Stagiaires            | Stagiaires         | Nationalität | Nationalität |
| Nikita Kugajewski     | Nikita Kugajewski  | Russland     |              |
| Artur Schajmuratow    | Artur Schajmuratow | Russland     |              |